# Пусан
Пуса́н (кор. 부산?, 釜山?) — город в Республике Корея. Является городом-метрополией (до 1995 — городом прямого подчинения).
Второй по величине город страны после Сеула. Крупнейший порт страны, известный как «морская столица Республики Корея». Официальное название города — Город-метрополия Пусан (кор. 부산광역시?, 釜山廣域市? Пусан-кванъёкси). Пусан расположен на юго-восточной оконечности Корейского полуострова на берегу Корейского пролива. Наиболее густо застроенные районы расположены в нескольких узких долинах между реками Нактонган и Суёнган, горы служат естественными границами некоторых городских районов.
В 2002 году в Пусане проводились Летние Азиатские игры и чемпионат мира по футболу, а в 2005 году город стал столицей форума АТЭС.
Пусан — один из современнейших городов Азии. Город известен своими многочисленными небоскрёбами и другими архитектурными достопримечательностями. Здесь находится самый большой универмаг в мире — «Синсеге Сентум Сити». В городе также возводятся другие современные высотные здания — небоскрёб «Сентум Лидерс Марк» и самый высокий офис в стране «Пусанский международный финансовый центр».

## Климат
Пусан находится в зоне влажного субтропического климата (Cfa по классификации климатов Кёппена). Очень высокая и очень низкая температура регистрируются редко. С мая по июль, поздней весной и ранним летом из-за близости океана в городе обычно холоднее, чем во внутренних областях полуострова. В конце лета и начале осени, с августа по сентябрь стоит жаркая, душная погода, в это время на город могут обрушиться тайфуны. 15 сентября 1959 супертайфун Сара прошёл по берегу города и вызвал катастрофический ущерб. 12 сентября 2003 года необычайно сильный тайфун Мэми также причинил значительный ущерб кораблям и зданиям, погибло 48 человек.
Октябрь и ноябрь — наиболее комфортное время в Пусане с ясным небом и приятной температурой. Зима холодная и сравнительно сухая с сильными ветрами, но значительно более мягкая, чем в других частях Кореи, за исключением Чеджудо и нескольких островов южного побережья. Пусан и прилегающие территории имеет наименьшее количество снега по сравнению с другими регионами Кореи из-за своего местоположения. Снег выпадает, в среднем, лишь около 6 дней в году. Даже небольшие накопления снега могут сильно навредить этому городу из-за гористой местности и отсутствия у местных автомобилистов навыков езды по снегу.
| Показатель                                    | Янв. | Фев. | Март | Апр. | Май  | Июнь | Июль | Авг. | Сен. | Окт. | Нояб. | Дек. | Год  |
| --------------------------------------------- | ---- | ---- | ---- | ---- | ---- | ---- | ---- | ---- | ---- | ---- | ----- | ---- | ---- |
| Средний суточный максимум, °C                 | 7,6  | 9,1  | 13,0 | 17,8 | 21,5 | 24,0 | 27,3 | 29,2 | 26,1 | 22,1 | 16,1  | 10,3 | 18,7 |
| Средняя температура, °C                       | 3    | 4,3  | 8,3  | 13,4 | 17,4 | 20,5 | 24,2 | 25,7 | 22,1 | 17,3 | 11,3  | 5,6  | 14,4 |
| Средний суточный минимум, °C                  | −0,7 | 0,5  | 4,6  | 9,7  | 14,0 | 17,7 | 21,9 | 23,2 | 19,2 | 13,7 | 7,6   | 1,8  | 11,1 |
| Норма осадков, мм                             | 38   | 45   | 86   | 136  | 154  | 223  | 259  | 238  | 167  | 62   | 60    | 24   | 1492 |
| Источник: Korea Meteorological Administration |      |      |      |      |      |      |      |      |      |      |       |      |      |

## Административное деление
В административные границы Пусана входят 15 муниципальных районов (-ку, -гу), состоящие из 209 кварталов, и 1 уезд (-гун).

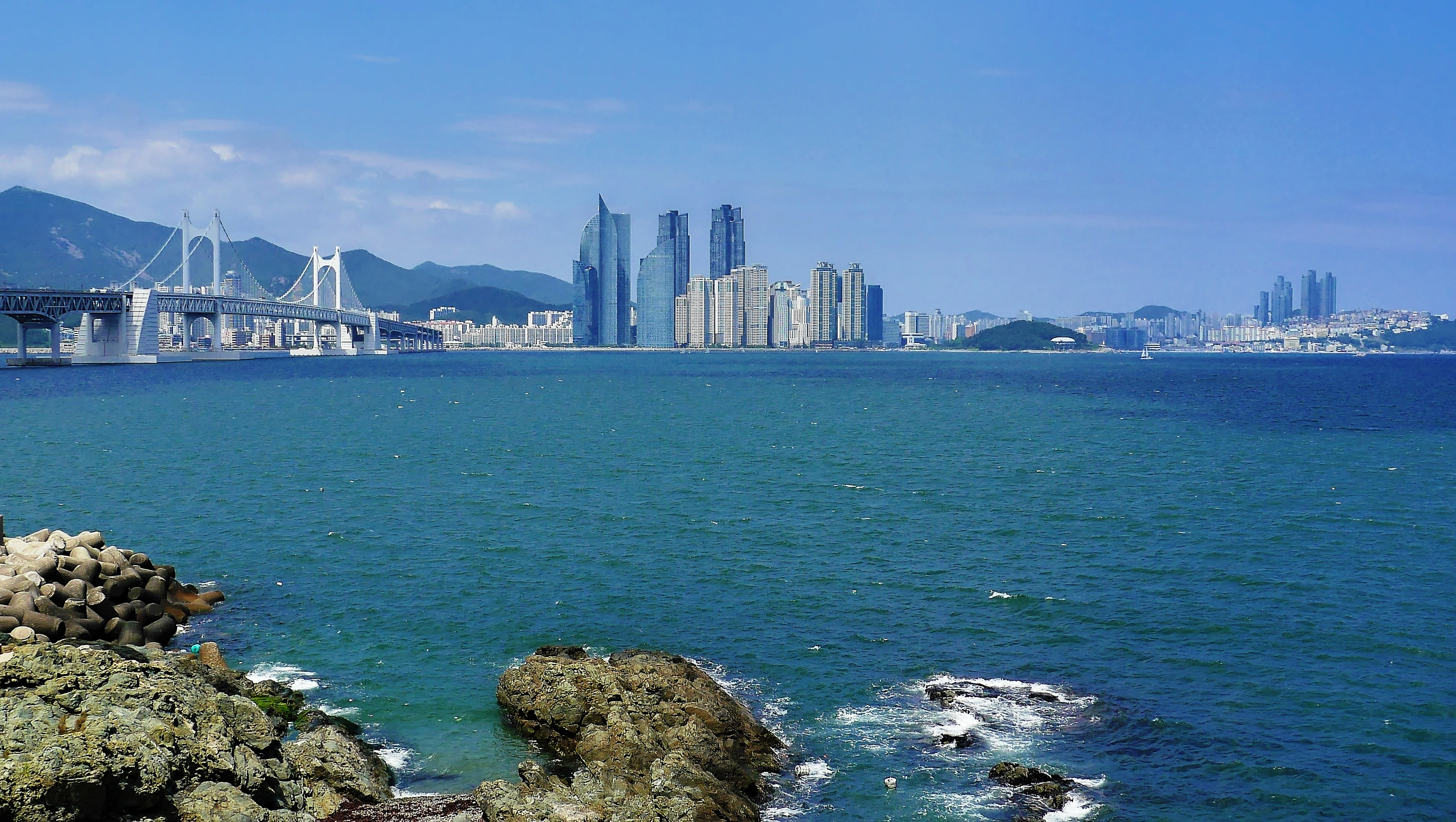
Вид на залив Суёнман

| Муниципальные районы |          |        |         |
| Пукку                | 북구     | 39.44  | 313,553 |
| Пусанджин            | 부산진구 | 29.69  | 398,174 |
| Тонку                | 동구     | 9.78   | 102,859 |
| Тоннэ                | 동래구   | 16.63  | 283,636 |
| Кансо                | 강서구   | 180.24 | 66,269  |
| Кымджон              | 금정구   | 65.17  | 257,662 |
| Хэундэ               | 해운대구 | 51.46  | 429,477 |
| Чунку                | 중구     | 2.82   | 50,555  |
| Намку                | 남구     | 26.77  | 301,904 |
| Саха                 | 사하구   | 40.96  | 362,697 |
| Сасан                | 사상구   | 36.06  | 261,673 |
| Соку                 | 서구     | 13.88  | 127,068 |
| Суён                 | 수영구   | 10.20  | 179,208 |
| Йондо                | 영도구   | 14.13  | 148,431 |
| Йондже               | 연제구   | 12.08  | 213,453 |
| Уезд                 |          |        |         |
| Киджан               | 기장군   | 218.04 | 103,762 |

## История
По «Самгук саги», город возник в начале нашей эры под названием Кочхильсангук (или Кочхильсангун), Тонногук, Чансангук или Нэсангук, а в 757 году город получил новое название — Тоннэ. Название Пусан впервые упоминается в географическом описании «Синджын тонгук ёджи сыннам» в эхопу Чосон. По «Синджын тонгук ёджи сыннаму», слово Пусан является названием порта и рыбацкой деревни на юге городского округа Тоннэ, а произошло оно от словосочетания «горшок-гора» по форме горы, у которой находится деревня. Порт в этой деревне назывался Пусанпхо. На территории современного Пусана располагались и другие населённые пункты, также здесь расположено захоронение V—VI веков.
С начала XV века и до 1592 года Пусанпхо в Тоннэ являлся основным торговым портом страны. Прежде всего, через него велась торговля с Японией. С захвата города в 1592 году японскими войсками под командованием Тоётоми Хидэёси началась Имдинская война. С 1598 по 1876 Пусан был закрыт для внешней торговли, затем стал первым городом Кореи, открывшимся ей, однако до 1883 года торговал только с Японией. После открытия порта японцы возвели в Пусане свою улицу, а затем и свой квартал. С 1910 года перешёл под протекторат Японии и территория японского квартала отделилась от Тоннэ, став независимом городом под названием Пусан, а Тоннэ получил нижний статус — уезд.
Пусан превратился в крупный торговый и промышленный центр. Он был связан железнодорожным паромом с японским городом Симоносеки. С 1925 Пусан — административный центр провинции Кёнсан-Намдо. Во время Корейской войны 1950—53 являлся временной столицей Республики Корея, так как был самой отдалённой от границы КНДР точкой, а также главной военной базой США и их союзников на территории Кореи. С 4 августа по 18 сентября 1950 года Пусанский периметр оставался последним рубежом обороны Южной Кореи. После войны до 1963 года оставался центром провинции, затем стал городом прямого подчинения, присоединив большинство территории Тоннэ к себе, а с января 1995 — городом-метрополией.

## Экономика

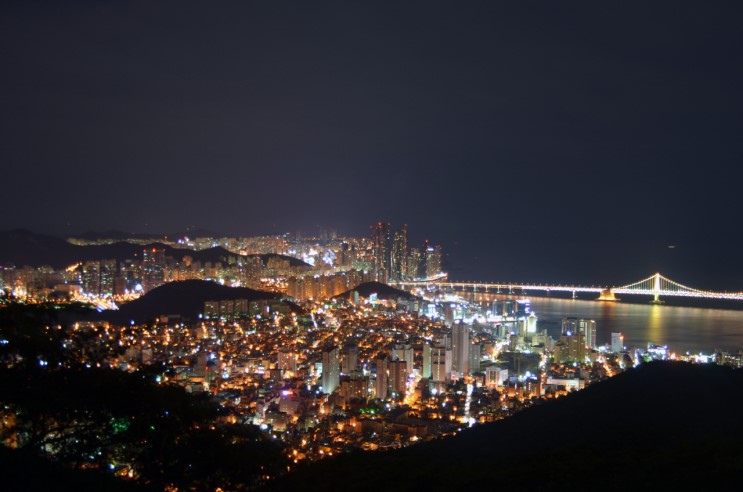
Ночной вид на Пусан

В уезде Киджан находится крупнейшая в Восточной Азии АЭС «Кори».
На западе Пусана находится завод компании «Renault Samsung Motors».

### Финансы
В Пусане находятся Корейская биржа и Пусанский международный финансовый центр.

## Транспорт
Порт Пусан — крупнейший в Республике Корея, доступен для судов водоизмещением до 50 тыс. тонн, длиной до 330 метров и осадкой до 12,5 метров.
Имеются также пассажирский водный «трамвай», железнодорожный узел, развитая система автобусного транспорта и такси. В Пусане расположен самый длинный мост Южной Кореи — Кванан. Понённо, первая городская автомагистраль в городе и стране, проходит с севера на юг.
На западе города находится международный аэропорт Кимхэ. Прямым авиасообщением Пусан связан с российским городом Владивостоком. В Пусане действует метрополитен.

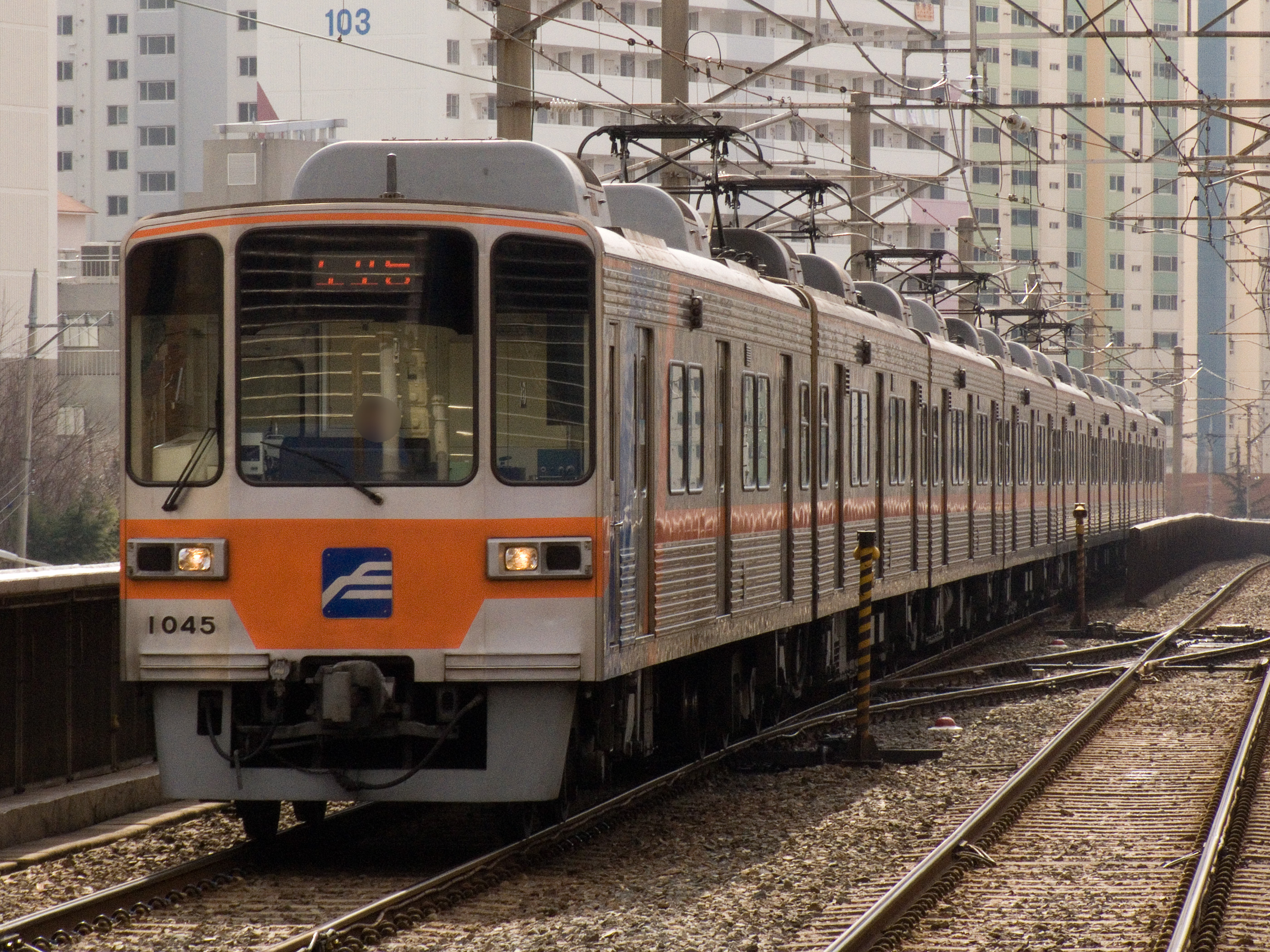
Электропоезд первой линии метро
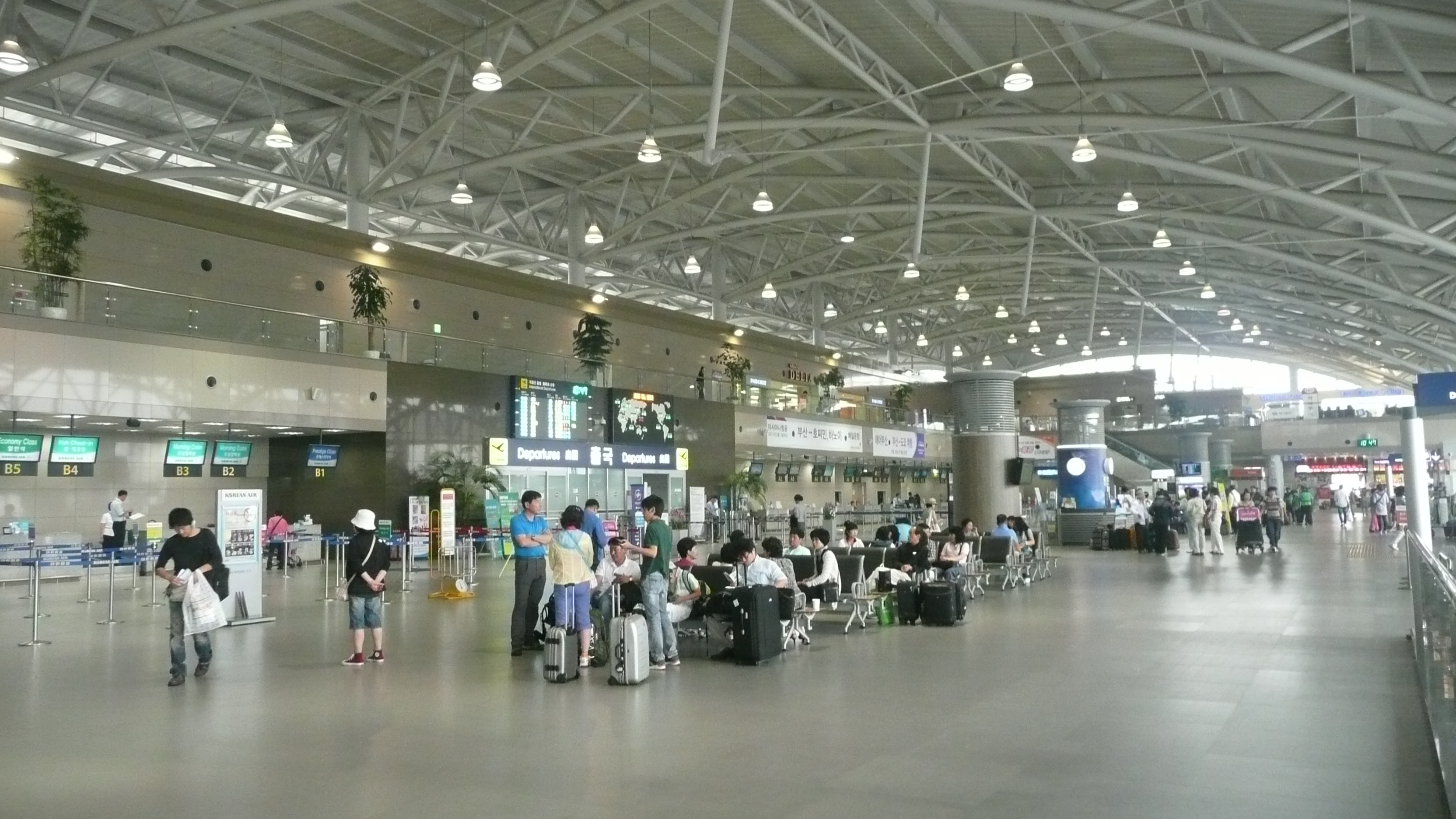
Международный аэропорт «Кимхэ»
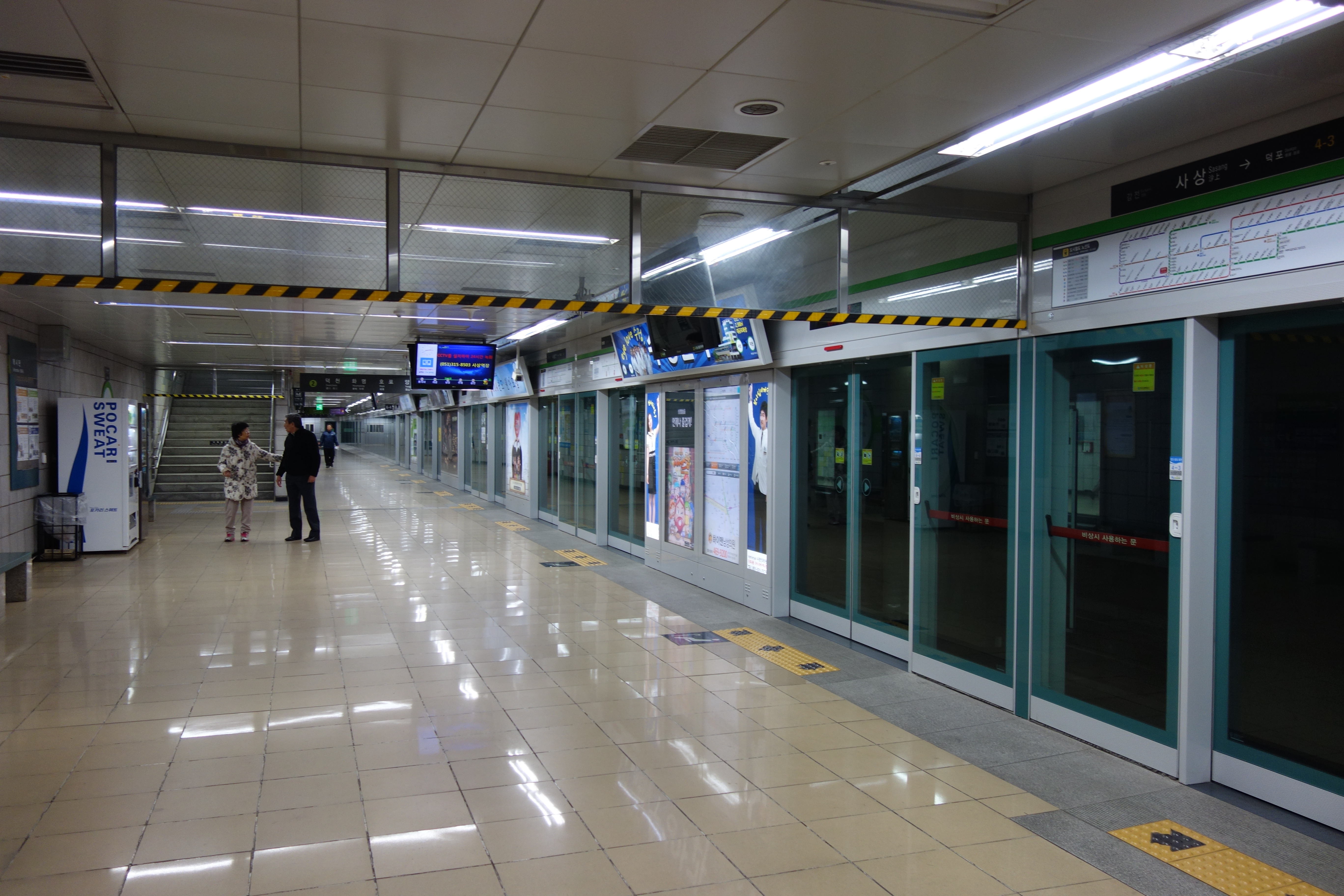
Пусанский метрополитен

## Культура

### Театры
Перечень театров Пусана:
- Пусанский культурный центр;

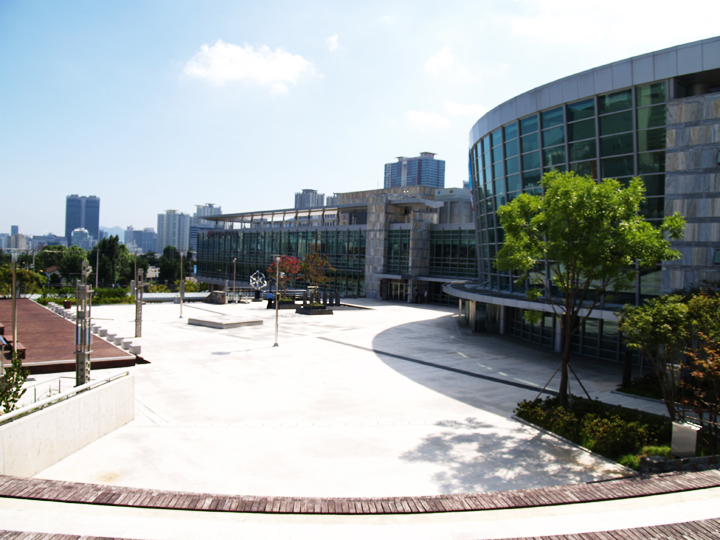
Пусанский национальный центр кугака

Пусанский культурный центр

- Пусанский национальный центр кугака;
- Зал граждан Пусана;
- Культурный центр Кымджон;
- Пусанский оперный театр

### Филармония
- Пусанская муниципальная филармония
- Пусанская муниципальная традиционная филармония
- Пусанский оркестр каягымов

### Фестивали
В Пусане ежегодно проходит большое количество фестивалей. Некоторые из них:
- Пусанский международный кинофестиваль
- Пусанский международный кинофестиваль фейерверков
- Пусанская биеннале
- Фестиваль порта Пусан
- Фестиваль Чагальчхи

### Музеи
- Пусанский музей
- Национальный морской музей — крупнейший морской музей в Корее, третий по величине музей в стране
- Пусанский национальный музей науки
- Музей Покчхон
- Музей современной истории Пусана
- Пусанский художественный музей
- Морской музей естественной истории Пусана
- Выставочный зал раковинной кучи в Тонсам-доне
- Мемориальный музей временной столицы — резиденция президента Республики Корея во время Корейской войны.
- Пусанский музей рыбацкого посёлка
- Музей Чонгван
- Музей Пусанского национального университета

Национальный морской музей
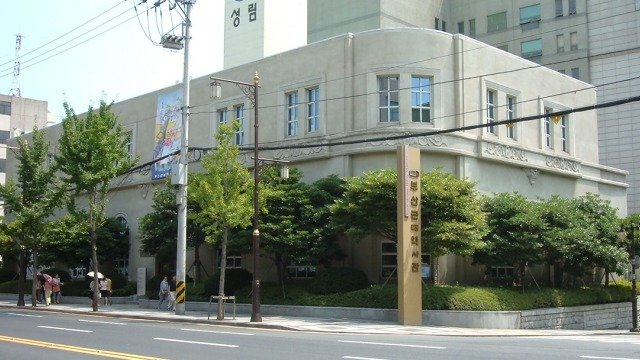
Музей современной истории Пусана
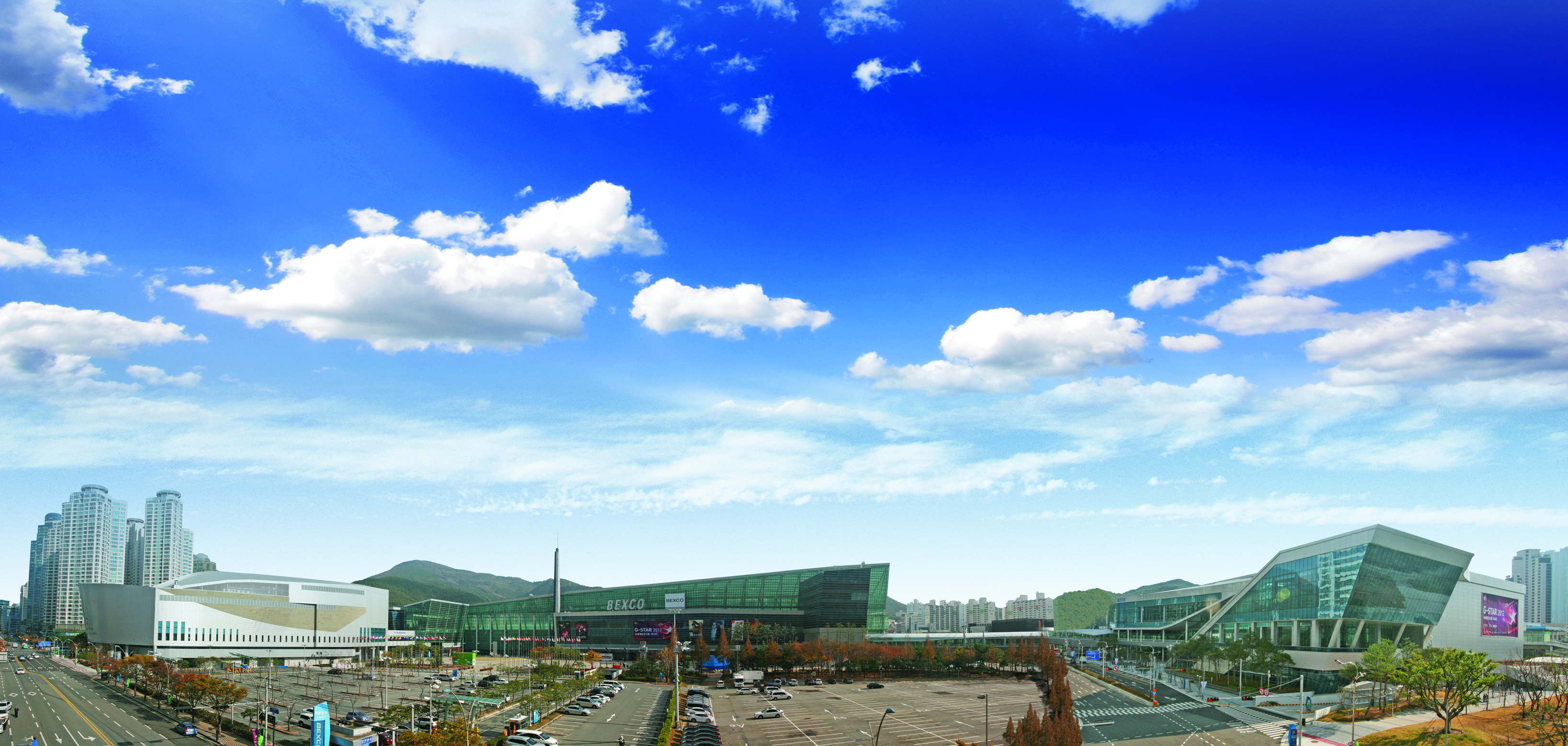
Пусанский вытавочный конференц-центр

### Библиотеки
В городе действует 31 библиотека, из них выделены:
- Муниципальная библиотека Чунан города-метрополии Пусан
- Муниципальная библиотека Симин города-метрополии Пусан
- Библиотека Суёнгу города-метрополии Пусан

### Буддийские храмы
- Помоса
- Хэдон Ёнгунса
- Оннёнсонвон
- Самгванса
- Кыннёнса
- Тхэджонса
- Махаса
- Унсуса
- Нэвонджонса

### Церкви
- Храм святого Георгия Победоносца[7]

## Туризм
В городе имеется развитая туристическая инфраструктура. Пляжи Пусана привлекают иностранных и корейских туристов.

### Парки и площади
- Парк Чунан — центральный парк города.
- Пусанский городской парк — крупный парк в центральной части города.
- Тхэджондэ — природный парк на юге района Йондо-гу. Там размещаются обсерватория, морской вокзал для круизных лайнеров, парк развлечений.
- Площадь Сон Санхёна — центральная площадь Пусана, самая большая площадь в Корее.
- Йондусан — парк в центре Пусана и самый старый парк города, известный также как «Вечный друг граждан Пусана».
- Пусанская башня — первая туристическая башня в стране, самый высокий маяк в Мире, один из символов города. Стоит в парке Йондусан.

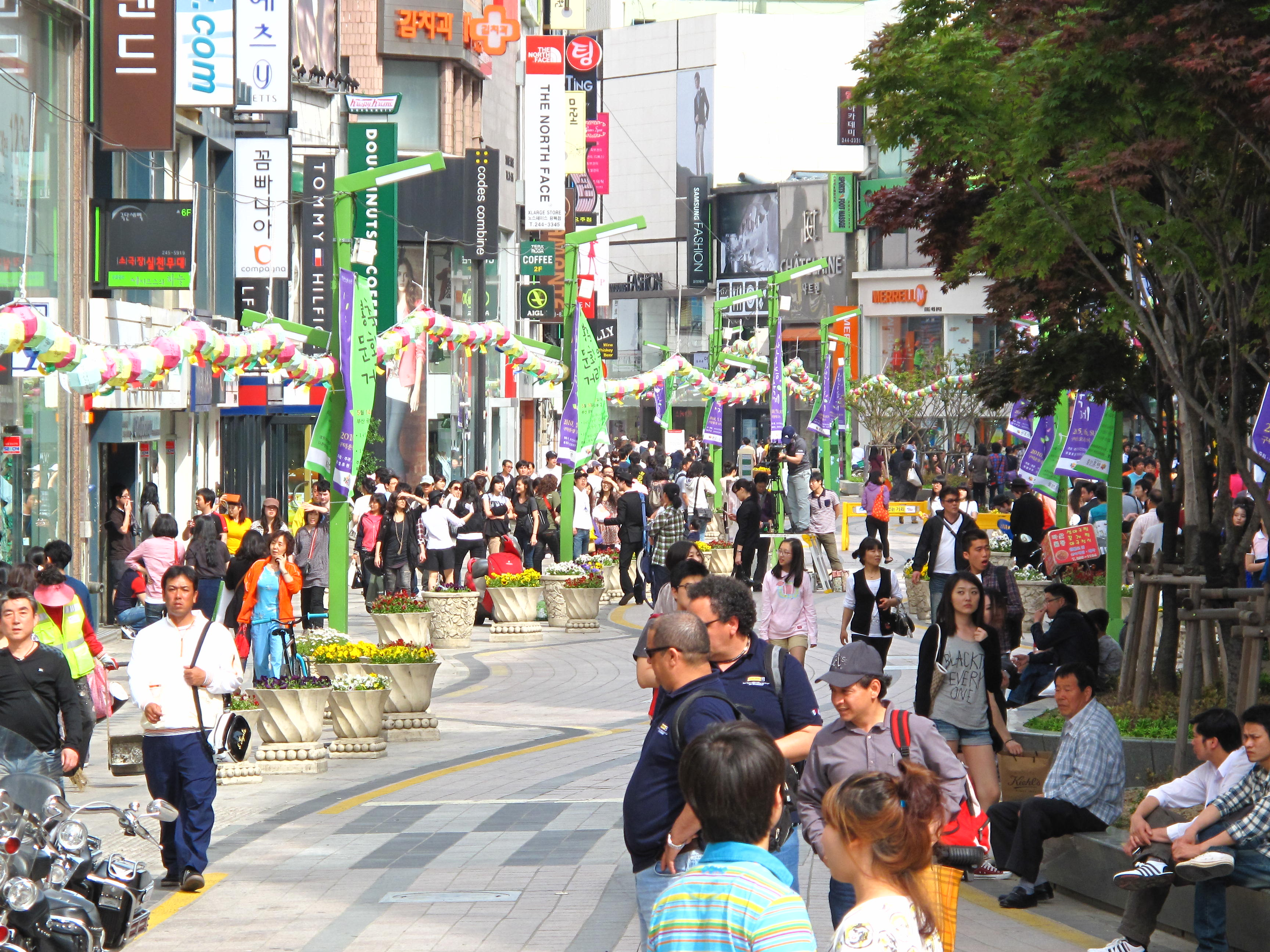
Улица в районе Нампо-Дон

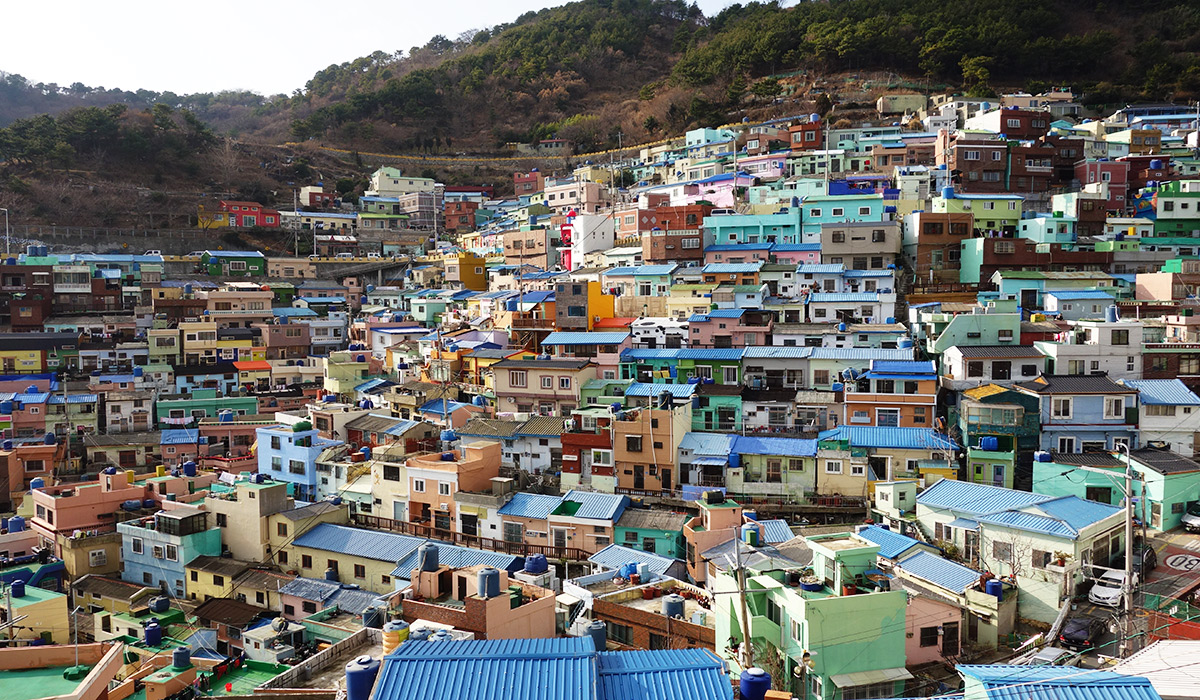
Камчхон

### Исторические места
- Тоннэыпсон — крепость времён династии Чосон в районе Тоннэ-гу.
- Кымджонсансон — самая большая крепость в Корее. Расположена на горе Кымджонсан.
- Чхуннёльса — святилище, где хранятся поминальные таблички в честь павших корейских патриотов во время японских вторжений на Корею.
- Внешняя крепость в Пусанджине — крепость, которая была построена в 1593 году японским генералом Мори Тэрумото во время японских вторжений на Корею.
- Вэсон в Чуксон-ни, Киджан — крепость, которая была построена в 1593 году японским генералом Курода Нагамасой во время японских вторжений на Корею.
- Помоса — один из самых старинных и больших храмов в стране.
- Мост Йондо — первый и единственный разводной мост в стране и один из символов города.
- Президентская резиденция временной столицы — резиденция президента Республики Корея во время Корейской войны.
- Раковинная куча в Тонсам-доне — археологический памятник, представляющий собой мусорную кучу на западном берегу района Йондо-гу.

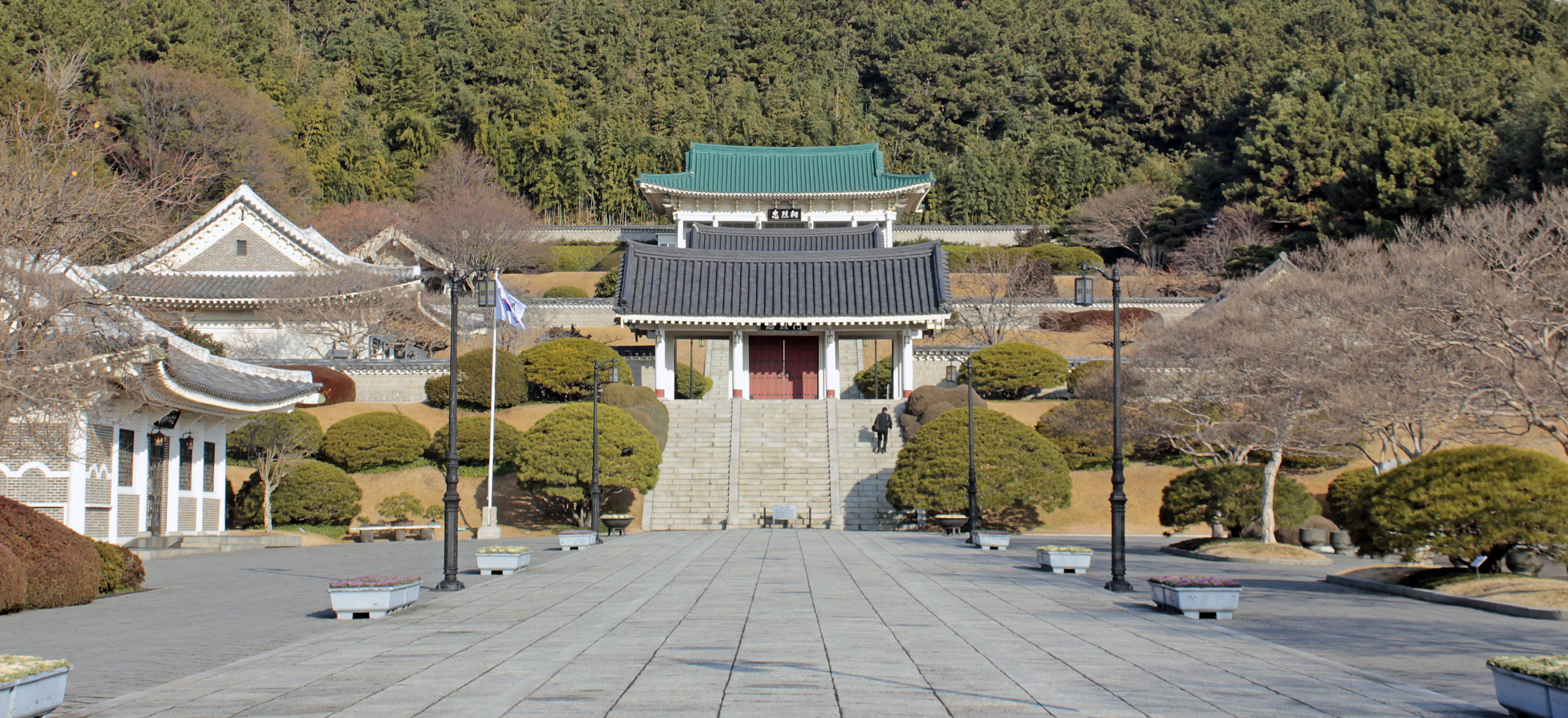
Чхуннёльса
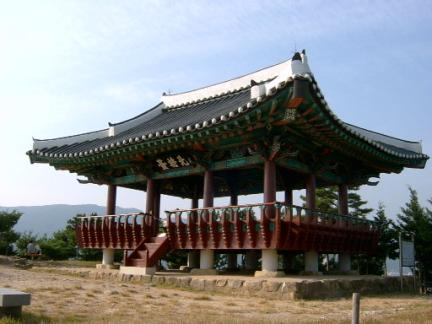
Тоннэыпсон
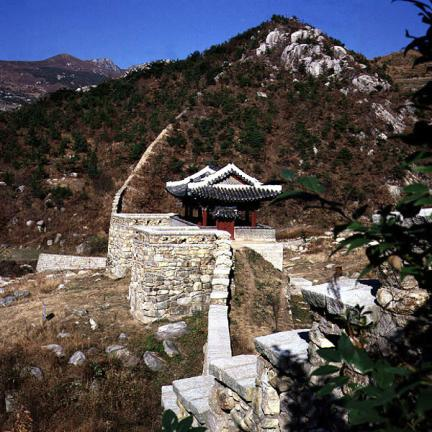
Кымджонсансон
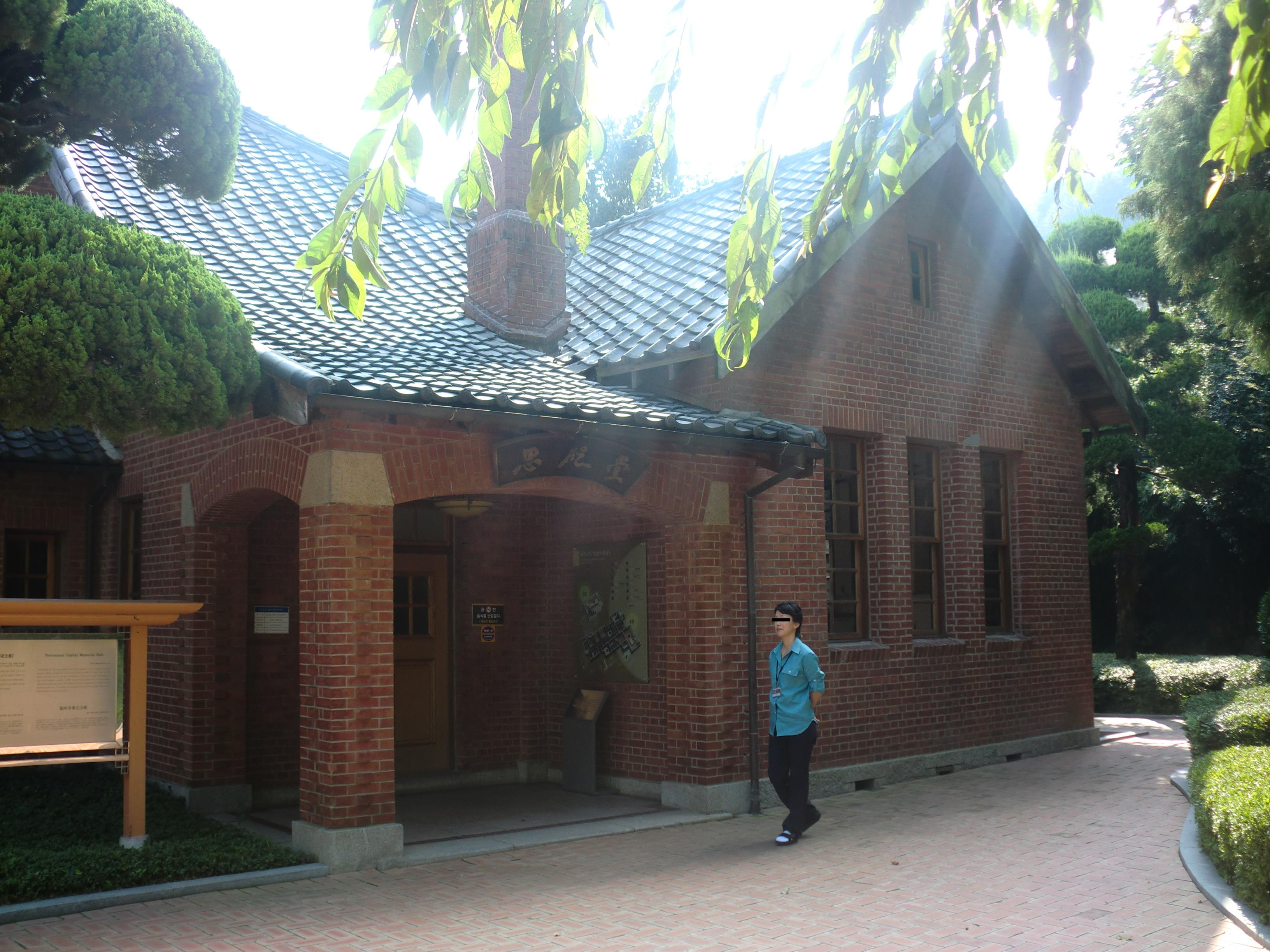
Президентская резиденция временной столицы

### Мосты
Пусан известен как «Город мостов».
- Мост Кога
- Мост Ыльсукто
- Мост Намхан
- Мост Йондо — первый и единственный разводной мост в стране и один из символов города.
- Мост Пусан
- Мост Пусанхан (буквально: «Мост порта Пусан») — автомобильный мост через порт Пусан.
- Мост Кванан — второй по длине мост в стране и один из символов города и района Суёнгу.
- Мост Кадок

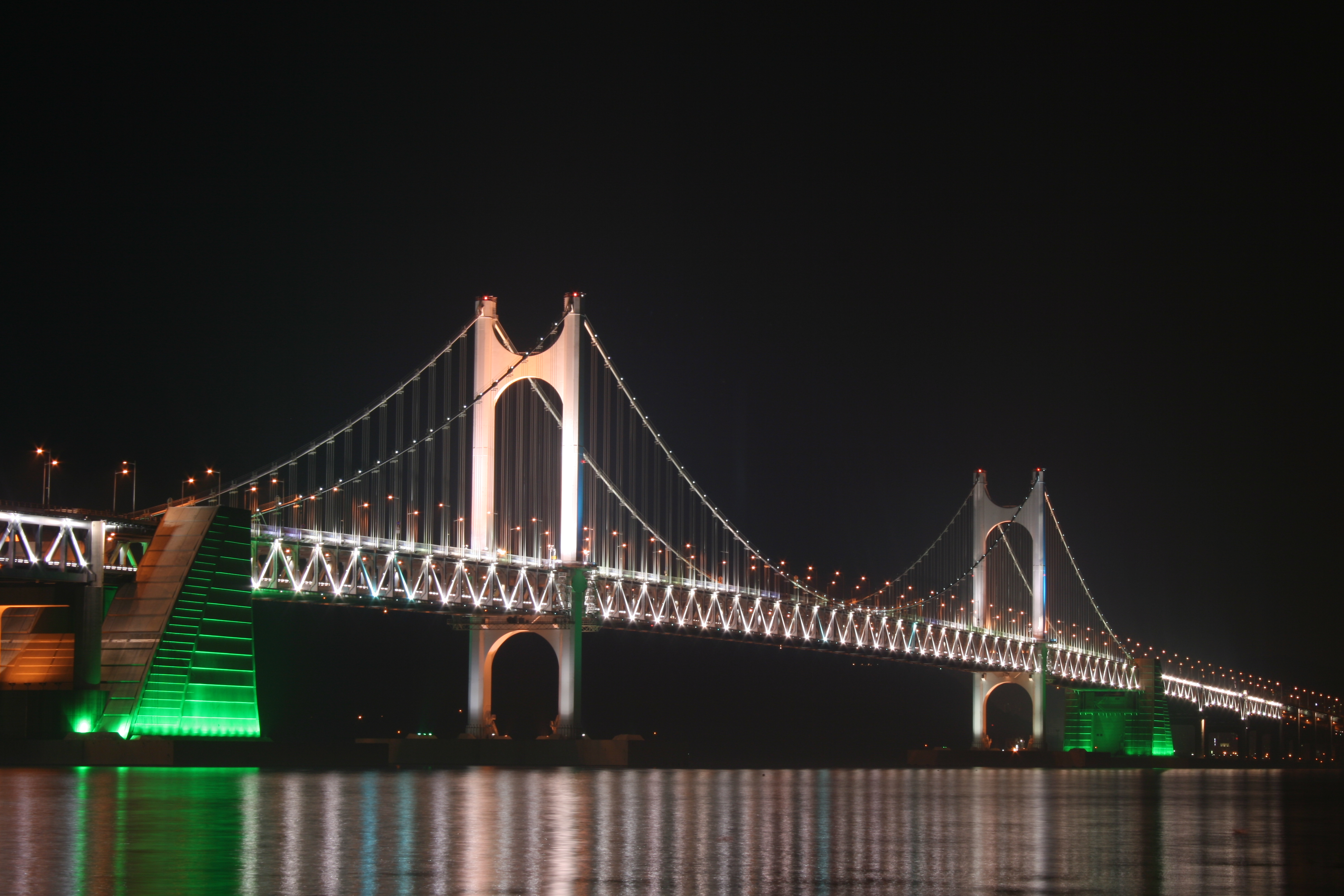
Кванан-тэгё
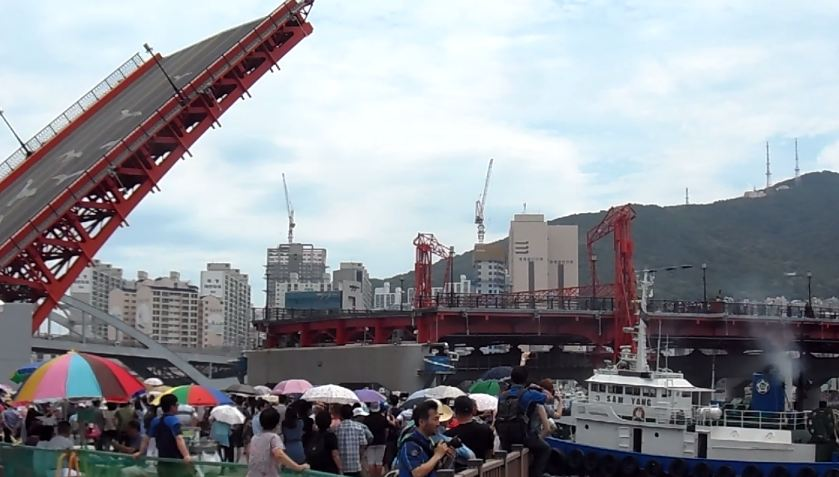
Йондо-тэгё, первый и единственный разводной мост в стране.
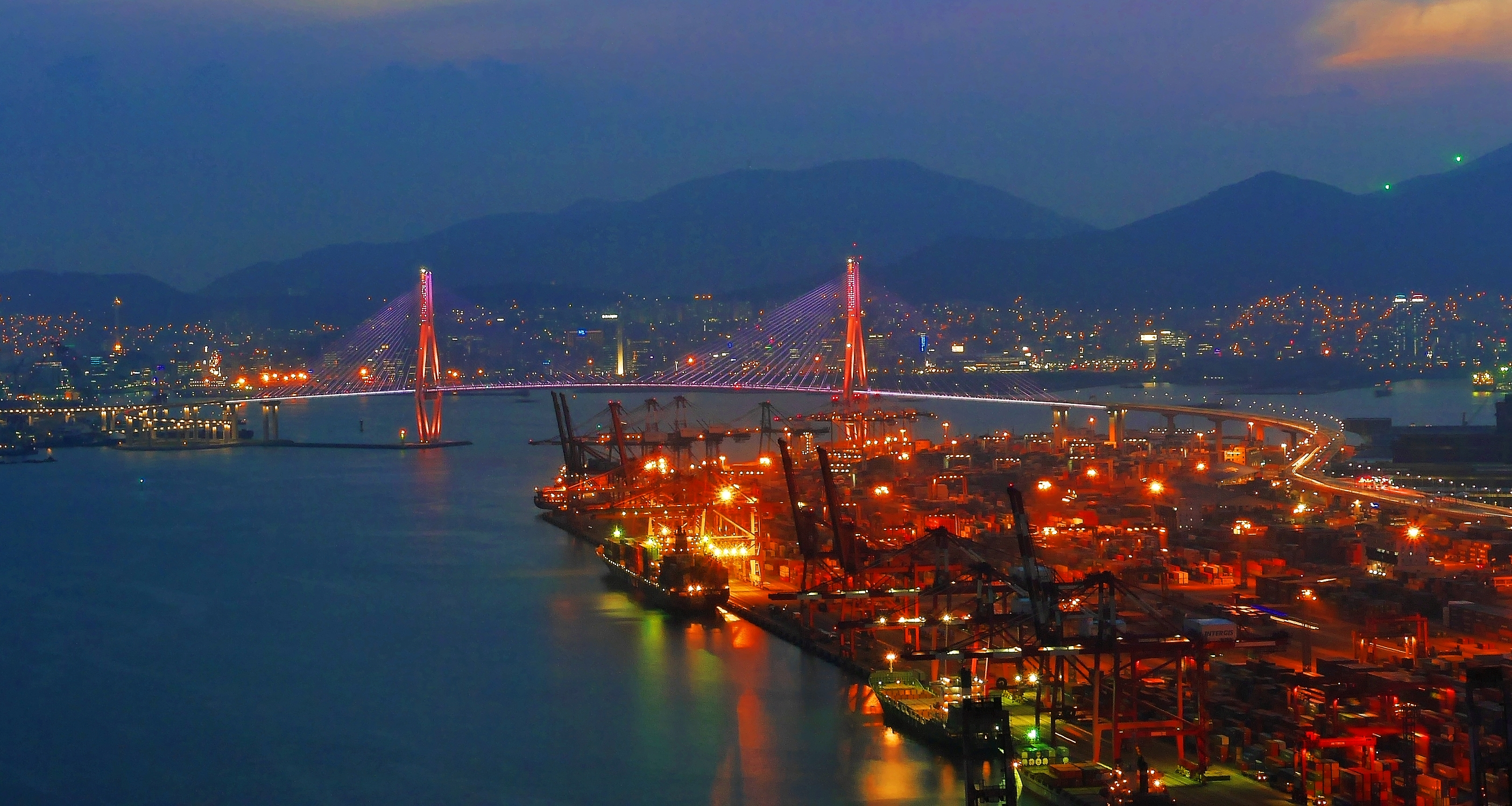
Пусанхан-тэгё
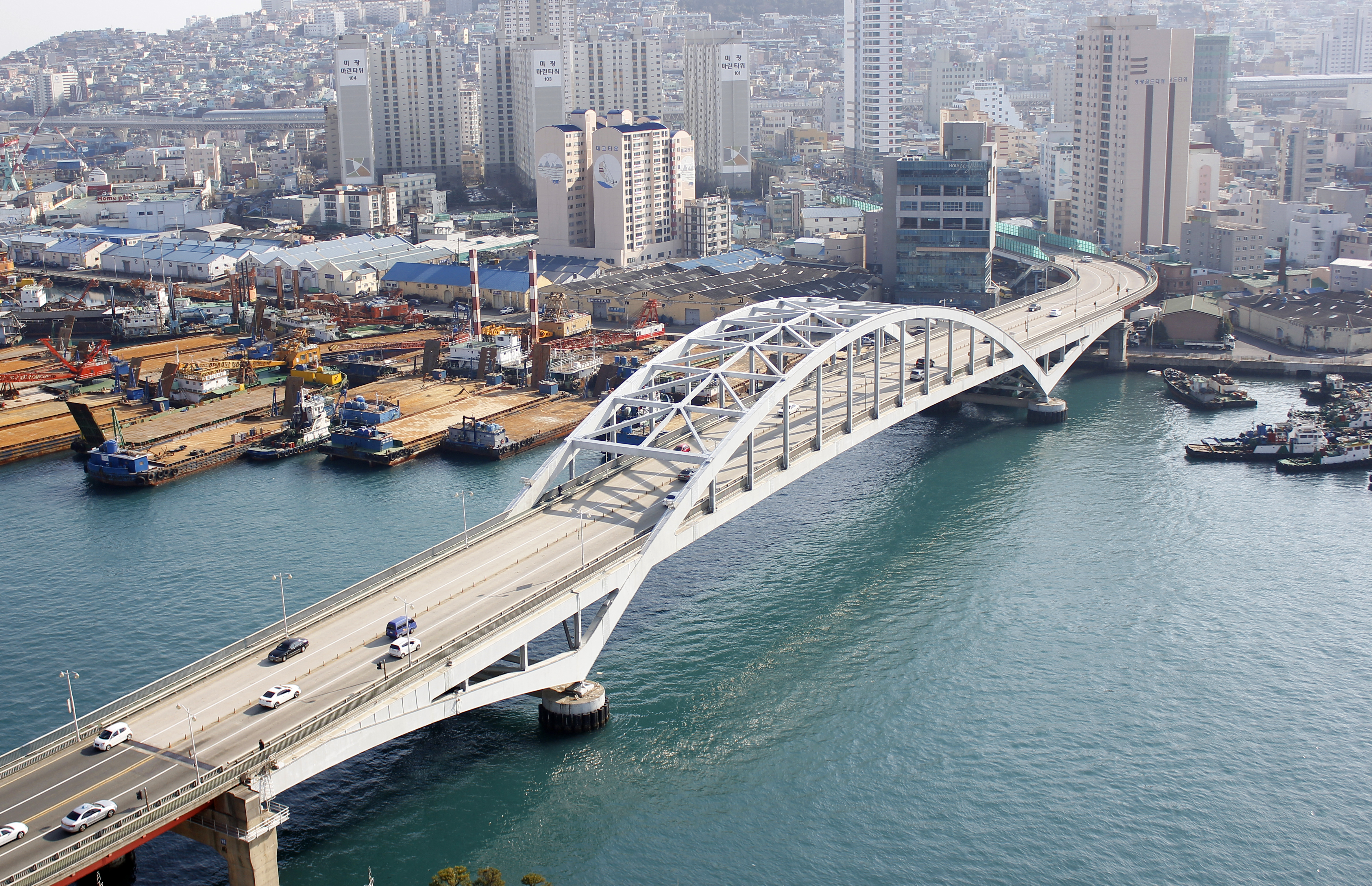
Пусан-тэгё

## Гимн
С 15 июня 1984 года — официальный муниципальный гимн города прямого подчинения Пусан — песня кор. 부산찬가?, 釜山讚歌?. Автор слов — Юн Пхёнвон (кор. 윤평원?, 尹平遠?), музыки — Ли Бомхи (кор. 이범희).
Впервые исполнен и записан певицей Юн Синэ (윤시내). C 25 сентября активно распространялся муниципальным правительством на различных носителях, продвигался вещательными СМИ, проигрывался на спортивных мероприятиях и т. п.

## Высшее образование в Пусане

### Университеты
- Пусанский университет
- Пусанский университет иностранных языков
- Университет Пугён
- Морской университет Кореи
- Пусанский педагогический университет
- Университет Тона
- Университет Тоный
- Университет Кёнсон
- Университет Силла
- Университет Тонсо
- Университет Тонмён
- Университет Консин
- Пусанский католический университет
- Университет Ёнсан

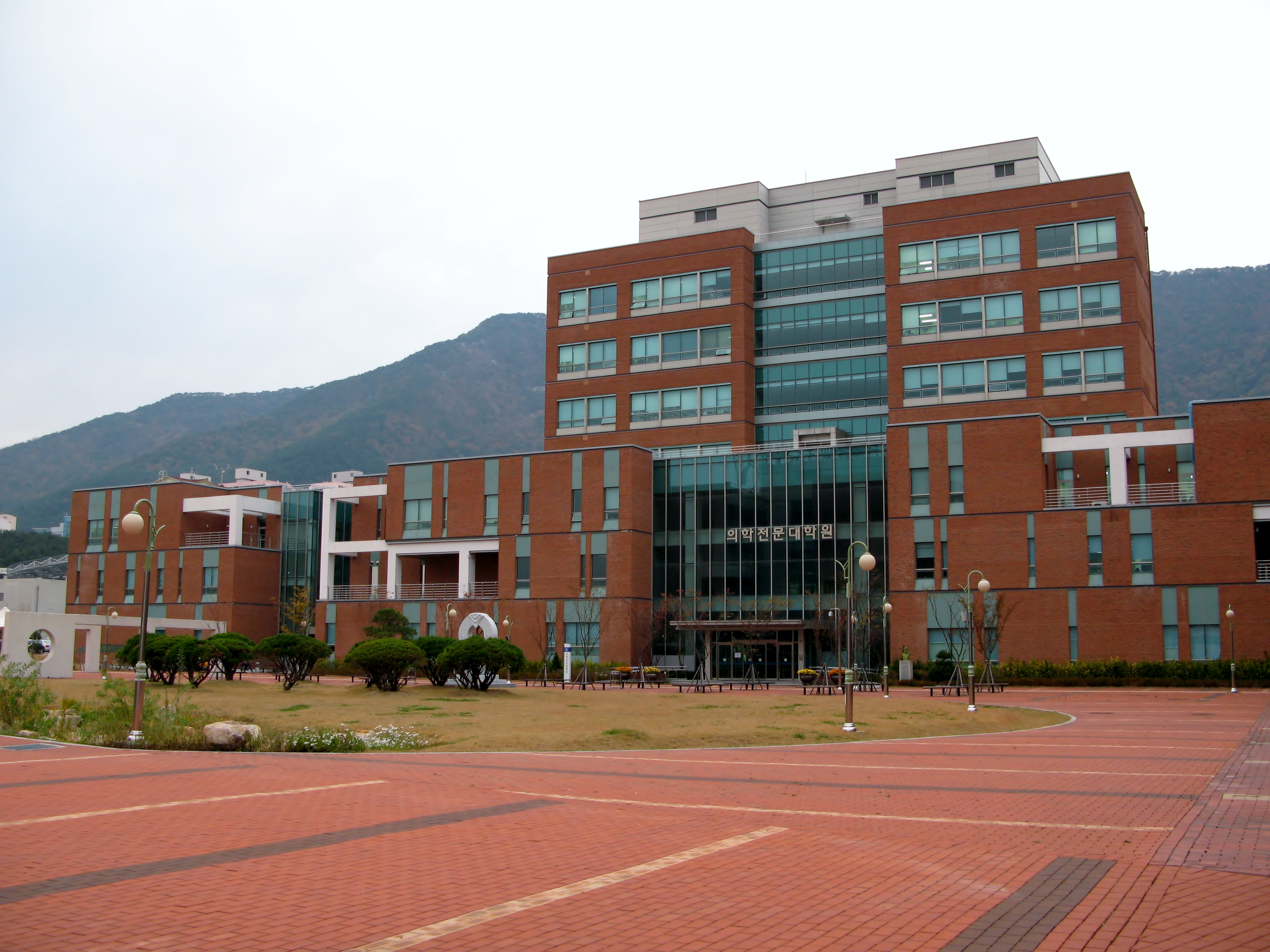
Пусанский университет
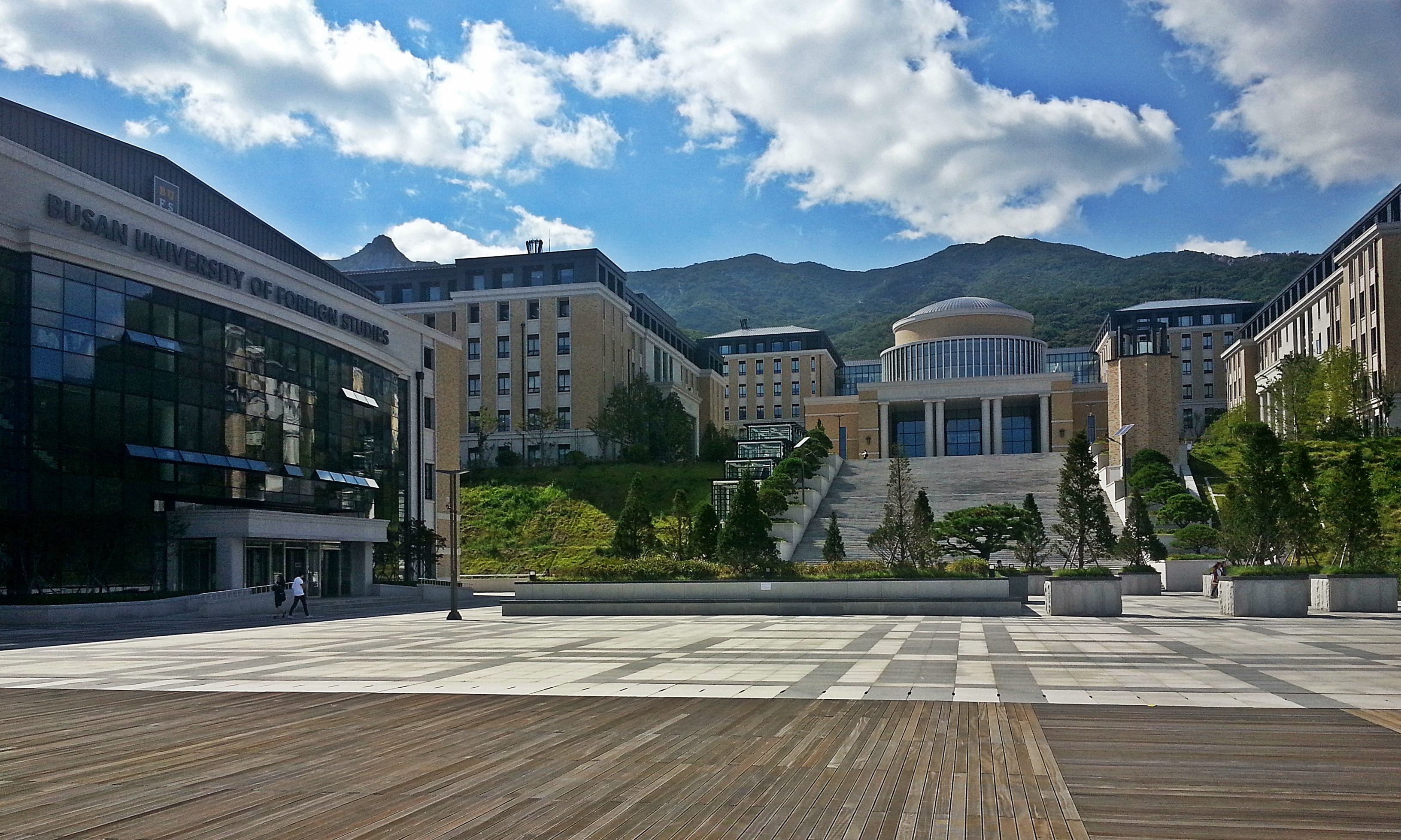
Пусанский университет иностранных языков
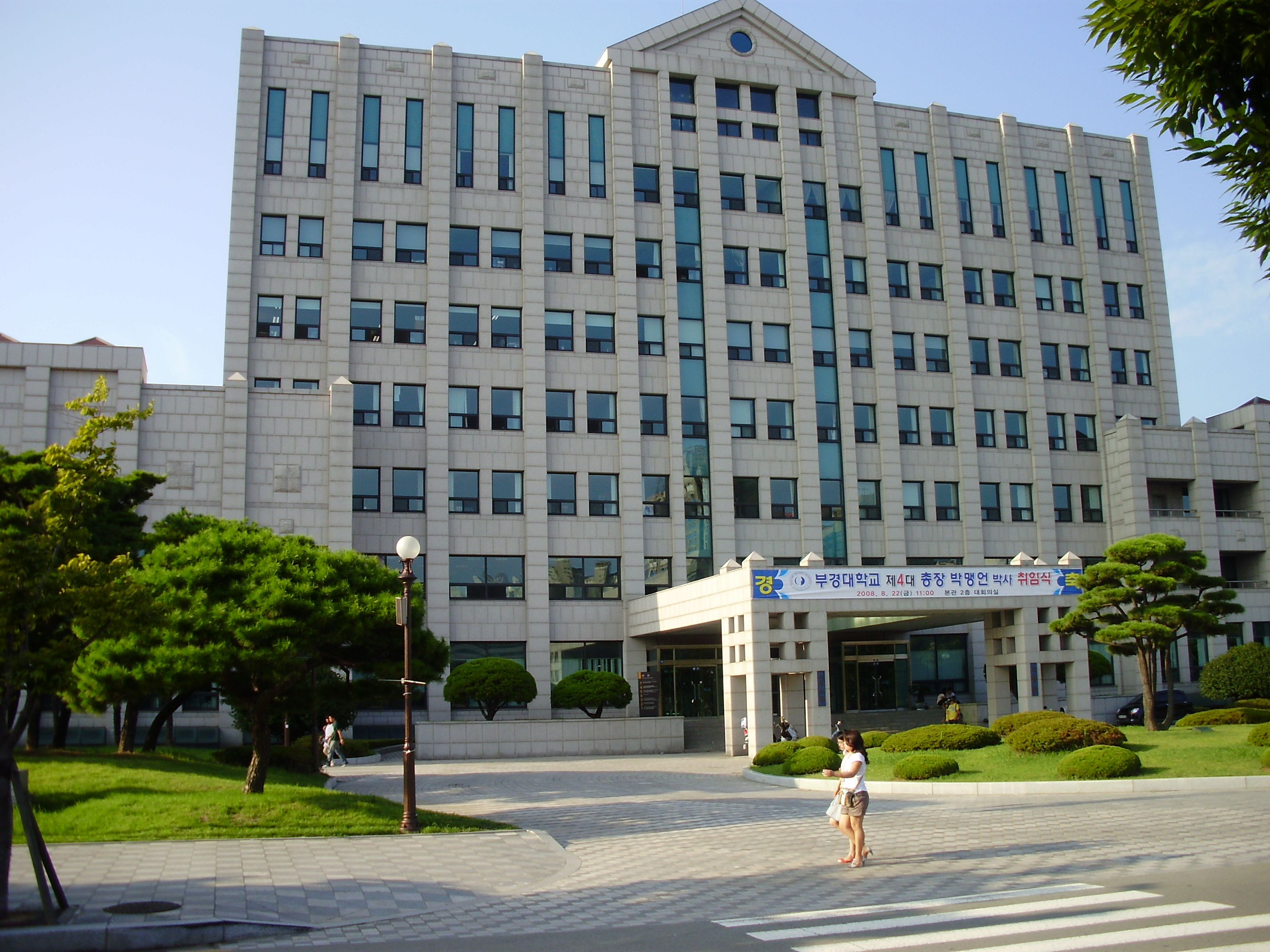
Университет Пугён

## Спорт
В 2002 году Пусан стал столицей XIV летних Азиатских игр и одним из мест проведения чемпионата мира по футболу.

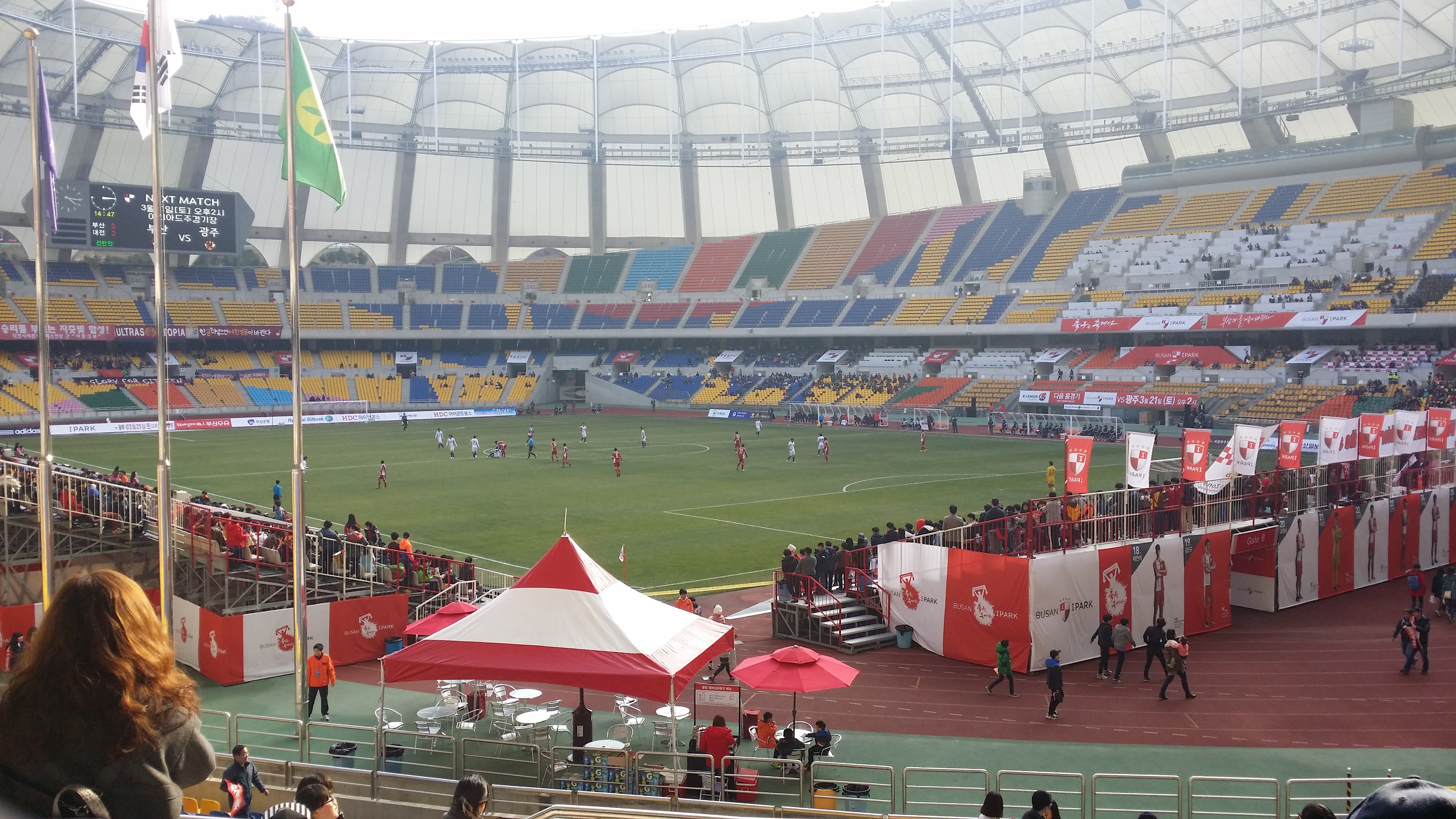
Главный стадион Азиады, построенный для Летних Азиатских игр 2002 года и чемпионата мира по футболу.

## Медицинские учреждения Пусана
- Больница «Пэк» при университете Индже в Хэундэ
- Клиника Пумин[англ.]
- Смат-клиника

## Международные отношения

### Города-побратимы
- Гаосюн, Китайская Республика (1966)
- Лос-Анджелес, США (1967)
- Симоносеки, Япония (1976)
- Барселона, Испания (1983)
- Рио-де-Жанейро, Бразилия (1985)
- Фукуока, Япония (1989)
- Владивосток, Россия (1992)
- Шанхай, Китай (1993)
- Сурабая, Индонезия (1994)
- Штат Виктория, Австралия (1994)
- Хошимин, Вьетнам (1995)
- Тихуана, Мексика (1995)
- Окленд, Новая Зеландия (1996)
- Вальпараисо, Чили (1999)
- Пенза, Россия (2006)[источник не указан 1863 дня]
- Монреаль, Канада (2000)
- Западно-Капская провинция, ЮАР (2000)
- Стамбул, Турция (2002)
- Хоккайдо, Япония (2005)
- Дубай, ОАЭ (2006)
- Чикаго, США (2007)
- Манила, Филиппины (2008)
- Санкт-Петербург, Россия (2008)

### Города-партнёры
- Шэньчжэнь, Китай (2007)
- Тяньцзинь, Китай (2007)
- Осака, Япония (2008)
- Чунцин, Китай (2010)
- Бангкок, Таиланд (2011)

## Пусан в искусстве
- 2009 — в прокат вышел южнокорейский боевик режиссёра и сценариста Пак Чи-вона «Пусан» (англ. Busan)[10]
- 2009 — в прокат вышел южнокорейский фильм-катастрофа режиссёра и сценариста Юн Джегюна «2012: Цунами[англ.]» (англ. Tidal Wave) о цунами, обрушившемся на Хэундэгу, район города-метрополии Пусан.[11]
- 2016 — в прокат вышел южнокорейский фантастический фильм ужасов режиссёра, сценариста и мультипликатора Ён Сан Хо «Поезд в Пусан» (кор. 부산행, Ханча: 釜山行, Пусанхэн).

## Известные уроженцы и жители
- Чон Юми — актриса
- Нам Джухёк — актёр и модель
- Чонгук — певец, участник группы BTS
- Чимин — певец, участник группы BTS
- Кан Ханыль — актёр
- Ли Джунги — актёр
- Кон Ю — актёр
- Пак Хэ Чжин — актёр, модель
- I.N — певец, автор-исполнитель, участник группы Stray Kids

## Галерея

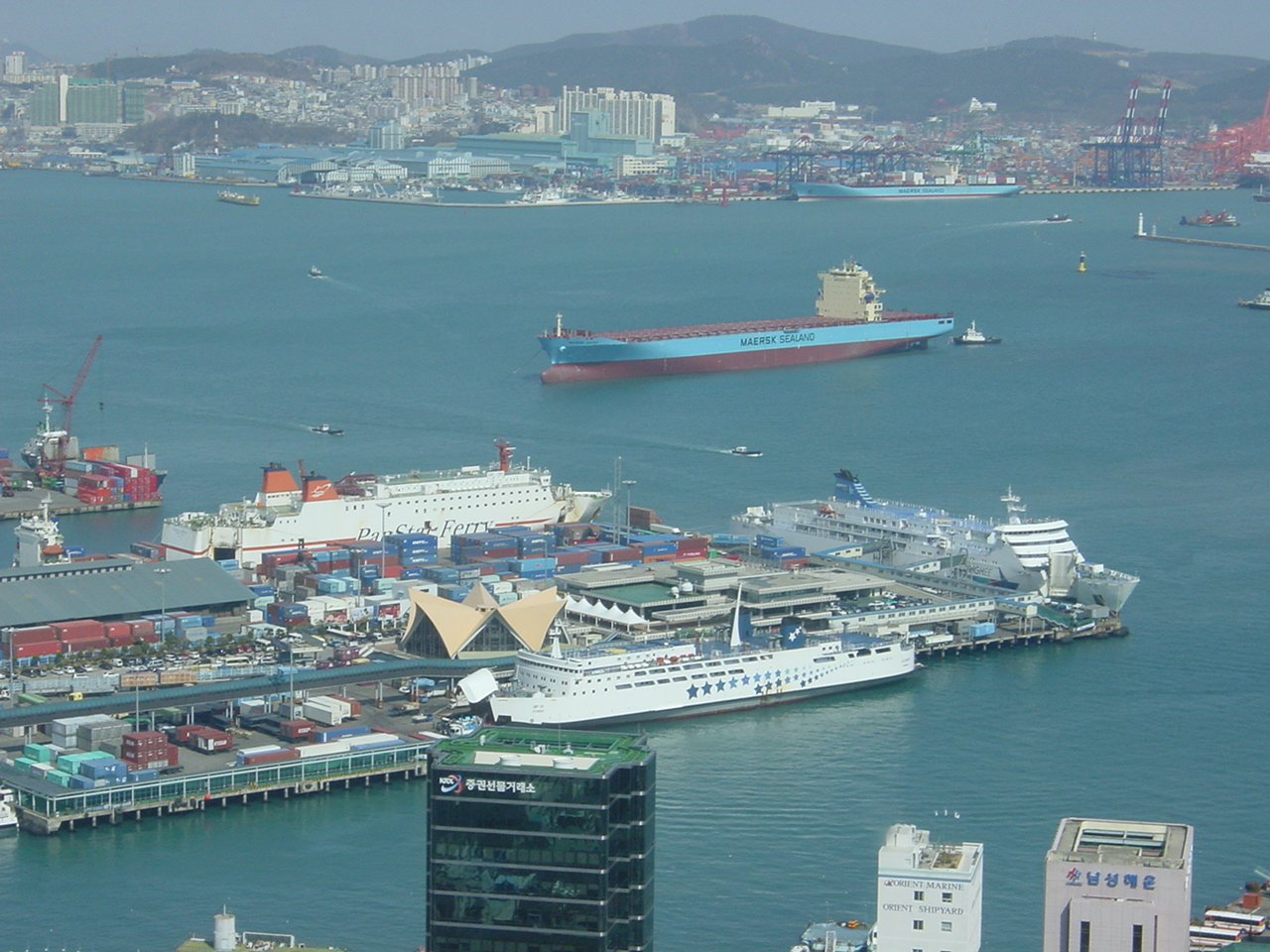
Бывший международный морской вокзал порта Пусан
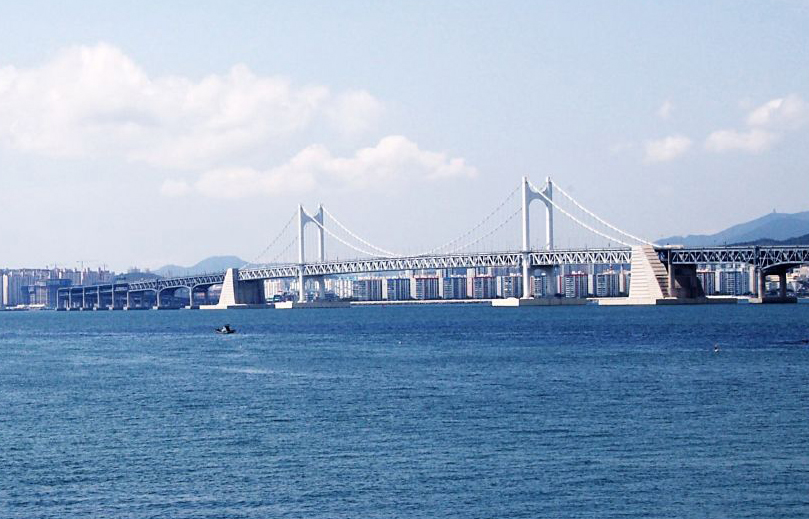
Мост Кванан
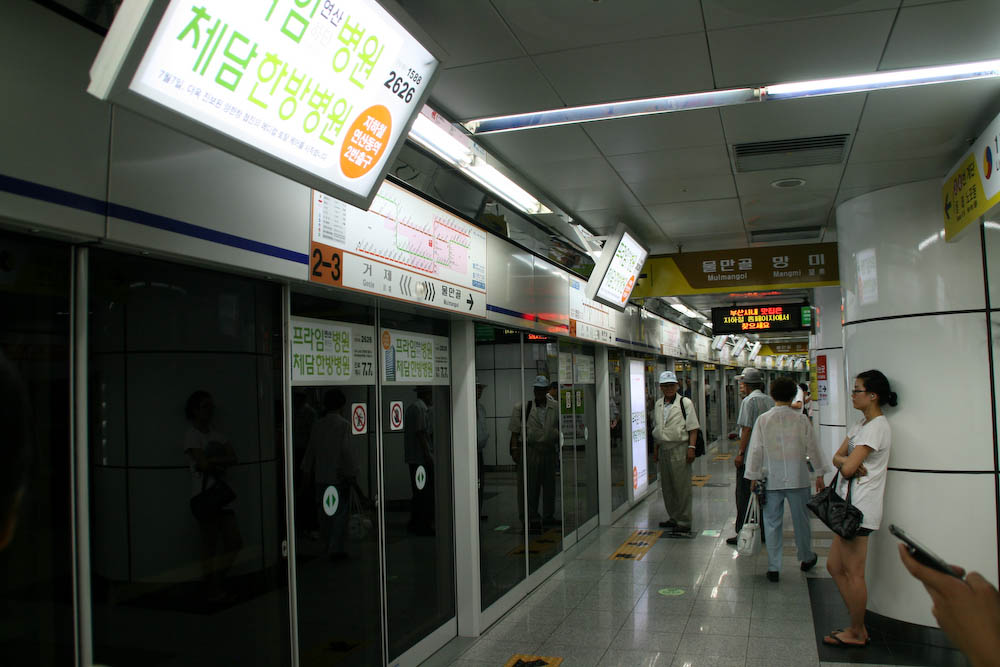
Пусанский метрополитен
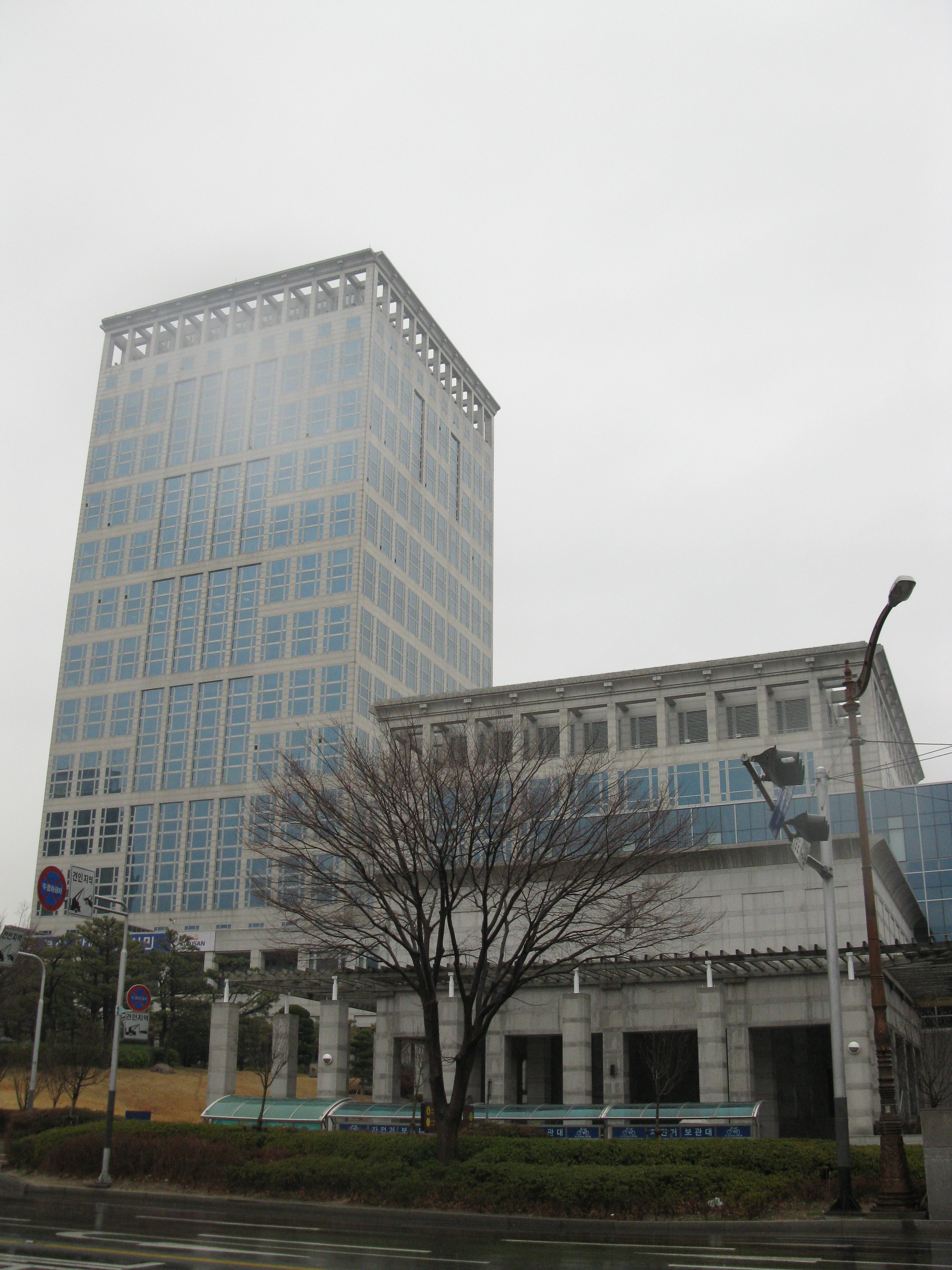
Мэрия Пусана
Рыбный рынок Чагальчхи